# Manuel da Cunha

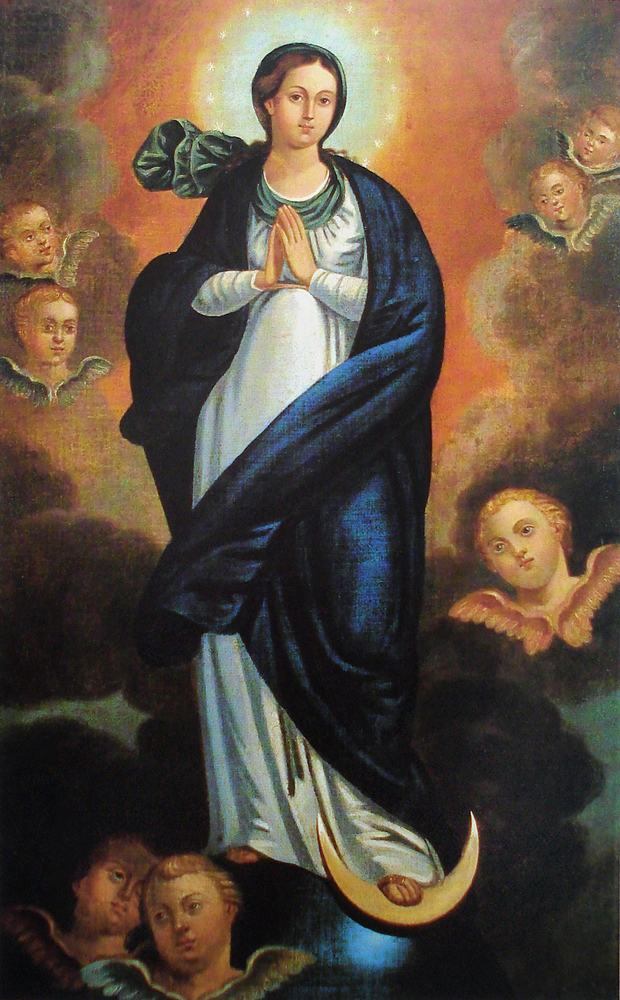
Nossa Senhora da Conceição, Museu Nacional de Belas Artes.

Manuel da Cunha (Rio de Janeiro, 1737 — 27 de abril de 1809) foi um pintor colonial brasileiro. O historiador Nireu Oliveira Cavalcanti diz que seu nome era Manoel da Cunha e Silva, e que sua data de falecimento foi 25 de novembro de 1807.
Nasceu escravo, pertencendo à família do cônego Januário da Cunha Barbosa, de quem adotou o sobrenome. Sua habilidade precoce para a arte fez com que seu senhor lhe permitisse ter aulas com o pintor João de Sousa. Após um período de aperfeiçoamento em Lisboa (c. 1795), retornou ao Rio e um comerciante, José Dias da Cruz, ajudou-lhe comprando sua alforria. No Rio abriu um curso de pintura.
Manuel da Cunha foi pintor de temas religiosos e retratista. Entre suas obras destaca-se a "Descida da Cruz" no teto da Capela do Senhor dos Passos da Igreja de Nossa Senhora do Monte do Carmo, inspirado pela obra de Daniele da Volterra. Também executou vários painéis para o Mosteiro de São Bento e para a demolida Igreja de São Sebastião do morro do Castelo, atualmente na nova igreja de mesmo nome, na Tijuca.
Obras tardias são painéis da Capela do Noviciado (1808) da Igreja de São Francisco de Paula. Também são atribuídos a ele os painéis da Capela do Noviciado da Igreja da Ordem Terceira do Carmo.
É o autor de vários retratos de benefactores da Misericórdia e de um retrato do governador colonial Gomes Freire de Andrade. Este retrato, cópia de um anterior perdido num incêndio em 1790, encontra-se hoje no Palácio Pedro Ernesto. Também realizou bandeiras de procissões para a Igreja de Nossa Senhora do Bom Sucesso.